# Руцава
Руца́ва (латис. Rucava) — село в Латвії, Курляндія, Руцавський край, Руцавська волость. Адміністративний центр краю та волості. Розташоване на берегах річки Паурупе, за 8 км на схід від Балтійського моря, і 4 км на захід від латисько-литовського кордону. Відоме з 1253 року як поселення куршів. Входило до складу Гробінської парафії Герцогства Курляндії і Семигалії. Стара німецька назва — Руца́у (нім. Rutzau).

## Назва
- Руца́ва (латис. Rucava) — сучасна латиська назва.
- Пауру́пе (латис. Paurupe) — інша назва села, за назвою річки Паурупе.
- Руца́у, або Рутца́у (нім. Rutzau) — стара німецька назва нового часу.

## Географія

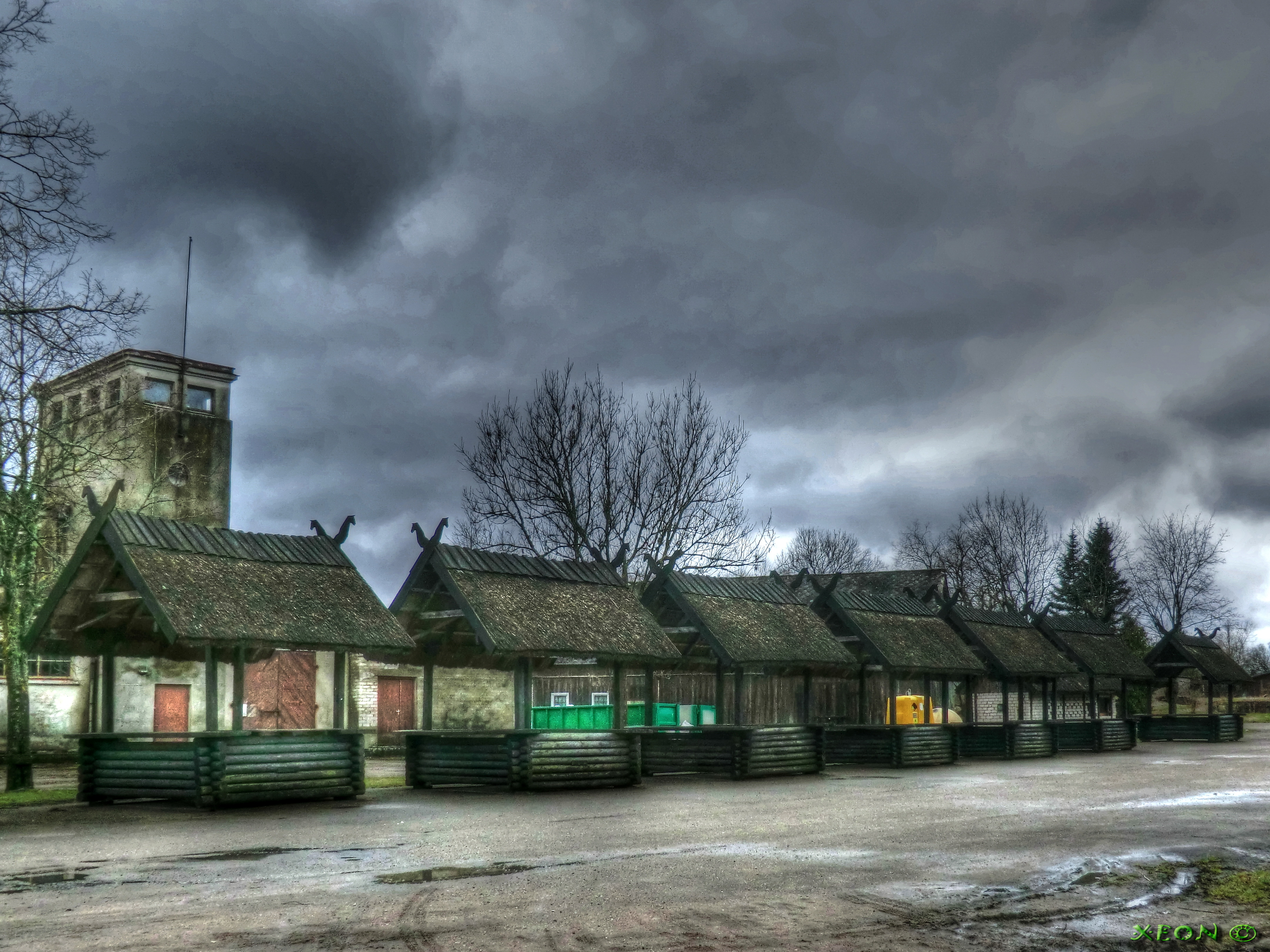
Центральна площа (2013)

Руцава розташована на берегах річки Паурупе, за 8 км на схід від Балтійського моря, і 4 км на захід від латисько-литовського кордону.

## Історія
- Відоме з ХІІІ ст. як поселення куршів.
- 1561—1795: Гробінська парафія Герцогства Курляндії і Семигалії.